# Amtsgericht Neustadt O.S.
Das Amtsgericht Neustadt O.S. war ein preußisches Amtsgericht mit Sitz in Neustadt O.S.

## Geschichte
In Neustadt bestand von 1849 bis 1879 das Kreisgericht Neustadt O.S. Das königlich preußische Amtsgericht Neustadt O.S. wurde mit Wirkung zum 1. Oktober 1879 als eines von acht Amtsgerichten im Bezirk des Landgerichtes Neisse im Bezirk des Oberlandesgerichtes Breslau gebildet. Der Sitz des Gerichtes war Neustadt O.S. Sein Gerichtsbezirk umfasste den Kreis Neustadt ohne den Teil, der den Amtsgerichten Friedland O.S., Krappitz und Oberglogau zugeordnet war. Am Gericht bestanden 1880 fünf Richterstellen. Das Amtsgericht war damit das zweitgrößte Amtsgericht im Landgerichtsbezirk. Am Gericht war eine Strafkammer eingerichtet. Gerichtstage wurden in Zülz gehalten. Zum 1. April 1941 wurde der Landgerichtsbezirk Neisse mit seinen Amtsgerichten dem neugeschaffenen Oberlandesgericht Kattowitz zugeschlagen.
Im Jahre 1945 wurde der Amtsgerichtsbezirk unter polnische Verwaltung gestellt, und die deutschen Einwohner wurden vertrieben. Damit endete auch die Geschichte des Amtsgerichtes Neustadt O.S. Unter polnischer Verwaltung entstand das Sąd Rejonowy w Prudniku (1950–1975: Sąd Powiatowy w Prudniku).

## Richter
- Eduard Beyer